# Гердленд (Міссурі)
Гердленд (англ. Hurdland) — місто (англ. city) в США, в окрузі Нокс штату Міссурі. Населення — 155 осіб (2020).

## Географія
Гердленд розташований за координатами 40°8′54″ пн. ш. 92°18′9″ зх. д. / 40.14833° пн. ш. 92.30250° зх. д. (40.148386, -92.302632).  За даними Бюро перепису населення США в 2010 році місто мало площу 0,86 км², з яких 0,86 км² — суходіл та 0,00 км² — водойми.

## Демографія
Згідно з переписом 2010 року, у місті мешкали 163 особи в 75 домогосподарствах у складі 41 родини. Густота населення становила 189 осіб/км².  Було 94 помешкання (109/км²).
Расовий склад населення:
| - 97,5 % — білих |

До двох чи більше рас належало 2,5 %. Частка іспаномовних становила 0,6 % від усіх жителів.
За віковим діапазоном населення розподілялося таким чином: 22,7 % — особи молодші 18 років, 57,7 % — особи у віці 18—64 років, 19,6 % — особи у віці 65 років та старші. Медіана віку мешканця становила 42,5 року. На 100 осіб жіночої статі у місті припадало 101,2 чоловіків;  на 100 жінок у віці від 18 років та старших — 90,9 чоловіків також старших 18 років.
Середній дохід на одне домашнє господарство  становив 32 213 долари США (медіана — 35 417), а середній дохід на одну сім'ю — 41 009 доларів (медіана — 39 000). За межею бідності перебувало 32,2 % осіб, у тому числі 55,0 % дітей у віці до 18 років та 13,9 % осіб у віці 65 років та старших.
Цивільне працевлаштоване населення становило 53 особи. Основні галузі зайнятості: науковці, спеціалісти, менеджери — 18,9 %, будівництво — 18,9 %, роздрібна торгівля — 13,2 %, освіта, охорона здоров'я та соціальна допомога — 13,2 %.